# Ophiostoma retusi
Ophiostoma retusi är en svampart som först beskrevs av R.W. Davidson & T.E. Hinds, och fick sitt nu gällande namn av Georg Hausner, J. Reid & Klassen 1993. Ophiostoma retusi ingår i släktet Ophiostoma och familjen Ophiostomataceae.   Inga underarter finns listade i Catalogue of Life.